# Maurice Archambaud
Maurice Archambaud (Parigi, 30 agosto 1906 – Le Raincy, 3 dicembre 1955) è stato un ciclista su strada e pistard francese.
Professionista tra il 1932 e il 1943, conta dieci successi di tappa al Tour de France.

## Carriera
Corse per la Alcyon-Dunlop-Armor, la Dei e la Mercier-Hutchinson-A. Leducq, ottenendo ottimi risultati sia su pista che su strada.
Stabilì il record dell'ora il 3 novembre 1937 al Velodromo Vigorelli di Milano percorrendo 45,767 km; il record fu battuto cinque anni più tardi da Fausto Coppi.
Le principali vittorie su strada furono dieci tappe del Tour de France con tredici giorni in maglia gialla, una tappa del Giro d'Italia e due edizioni della Parigi-Nizza.

## Palmarès

### Strada
- 1932

Grand Prix des Nations
2ª tappa Grand Prix Wolber
Classifica generale Grand Prix Wolber
- 1933

1ª tappa Tour de France (Parigi > Lilla)
11ª tappa Tour de France (Nizza > Cannes)
- 1935

Parigi-Caen
1ª tappa Grand Prix de l'Echo d'Alger
5ª tappa, 1ª semitappa Grand Prix de l'Echo d'Alger
Classifica generale Grand Prix de l'Echo d'Alger
13ª tappa, 2ª semitappa Giro d'Italia (cronometro Lucca > Viareggio)
5ª tappa, 1ª semitappa Tour de France (Belfort > Ginevra)
14ª tappa, 2ª semitappa Tour de France (Narbonne > Perpignano)
- 1936

2ª tappa Parigi-Nizza (Nevers > Saint-Étienne)
Classifica generale Parigi-Nizza
4ª tappa Tour de France (Metz > Belfort)
- 1937

Giro della Provincia di Milano (con Aldo Bini)
Grand Prix de Yverdon
2ª tappa Tour de France (Lilla > Charleville-Mézières)
- 1938

Circuit des Monts du Roannais
- 1939

Classifica generale Parigi-Nizza
10ª tappa, 2ª semitappa Tour de France (Narbonne > Béziers)
10ª tappa, 3ª semitappa Tour de France (Béziers > Montpellier)
12ª tappa, 2ª semitappa Tour de France (Saint-Raphaël > Monaco)
17ª tappa, 2ª semitappa Tour de France (Dole > Digione)
- 1943

1ª tappa, 1ª semitappa Circuito del Belgio

#### Altri successi
- 1937

Record dell'ora: 45,767 km

### Pista
- 1932

Petit Tour de France
- 1933

Petit Tour de France
- 1935

Sei Giorni di Parigi (con Roger Lapébie)

## Piazzamenti

### Grandi Giri
- Tour de France

1932: 16º
1933: 5º
1935: 7º
1936: ritirato (14ª tappa)
1937: ritirato (7ª tappa)
1939: ritirato (14ª tappa)
- Giro d'Italia

1935: 5º

### Classiche monumento
- Parigi-Roubaix

1933: 5º
1935: 8º
1939: 4º

### Competizioni mondiali
- Campionati del mondo

Floreffe 1935 - In linea: ritirato